# 간정제
간정제(베트남어: Giản Định Đế / 簡定帝, ? ~ 1410년 3월 5일)는 대월 후 쩐 왕조의 제1대 황제(재위: 1407년 ~ 1409년)이다. 성명은 쩐응오이(베트남어: Trần Ngỗi / 陳頠 진외)이다. 명나라가 호 왕조를 무너뜨리고 베트남을 점령하자, 간정제는 병사를 일으켜 과거의 쩐 왕조를 다시 세우려 하였으나 최후에 명나라군에게 사로잡혀 살해되었다.

## 생애
쩐 예종의 둘째 아들로, 간정왕(簡定王)으로 봉해졌다. 호꾸이리가 호 왕조를 세운 뒤 그를 일남군왕(日南郡王)으로 봉하였다. 명나라가 침공하자 그는 모도(謨渡, 현재의 닌빈성 옌모현)으로 달아났고, 쩐 왕조의 유신(遺臣) 쩐찌에우꺼(陳肇基)를 만났다. 쩐찌에우꺼는 무리를 이끌고 그를 따랐으며, 이에 농력(農曆) 정해년 10월 초이일(1407년 11월 1일), 황제로 즉위하였다. 병사를 일으켜 쩐씨의 기업(基業)을 이었으며, 연호를 흥카인으로 고쳤다.
간정제는 출병하여 명나라에 맞섰으나 상황이 불리하였고, 여러 차례 패배를 당한 뒤 도망쳐 응에안(乂安)으로 돌아갔다. 그러나 이후 당떳(鄧悉) 등 유력 인사들이 진영에 합류하자 세력이 점차 커졌다. 당떳이 대월의 장수였으나 명나라에 항복한 팜테깡(范世矜)을 참살한 뒤 간정제의 세력은 응에안 이남의 원래 쩐 왕조의 영토를 점거하게 되었다. 1408년 납월(臘月), 후 쩐 왕조의 군사가 포고(逋姑, 현재의 남딘성 풍조아인현 히에우꼬사)에서 명나라 장수 목성(沐晟)의 4만 군사를 격파하였고, 명나라 장수 여의(呂毅)를 죽이니 위세가 드날렸다.
이때 간정제는 승세를 타고 탕롱으로 진격하고자 하였으나 당떳이 반대하자 군영 내부에 불화가 생겼다. 간정제는 당떳과 참모(參謀) 응우옌까인쩐(阮景眞)을 죽였고, 당떳의 아들 당중(鄧容)과 응우옌까인쩐의 아들 응우옌까인지(阮景異)는 분노하여 군영을 떠나 따로 쩐꾸이코악을 지라현(支羅縣, 현재의 하띤성 라선현)에서 중광제로 옹립하였다. 1409년 4월, 중광제 세력은 간정제와 명군이 서로 대치하는 틈을 타 간정제를 습격하였고, 간정제는 대적하지 못하고 사로잡혀 응에안에 이르렀고, 태상황(太上皇)으로 세워졌다. 그러나 7월부터 간정제는 일부 병력을 얻었고, 하홍(下洪, 현재의 닌빈성)으로 진군하여 중광제와 힘을 합쳐 명군에 대항하였다.
그해 11월, 명나라 장수 장보(張輔)가 타인호아(淸化)에서 중광제와 응우옌까인지를 격파하였고, 간정제는 연주(演州)로 도망갔다. 장보는 해당 지역에 군사를 주둔시키고 후 쩐 왕조의 잔여 세력을 추격하였다. 농력 11월 무인일(12월 16일), 장보와 목성은 천관(天關) 일대에서 간정제와 그 신하들을 사로잡았다. 간정제 등은 명나라의 수도 금릉으로 압송되었고, 영락 8년 정월 정유일(1410년 3월 5일)에 모두 처참되었다.

## 가족
- 부친: 쩐 예종
- 모친: 흥경태후(興慶太后)
- 아내: 당부인(鄧夫人) - 화주대지주(化州大知州) 당떳이 딸을 간정제의 후궁으로 들여보냈고, 간정제는 당떳을 국공(國公)으로 봉했다.

## 기년
| 간정제      | 원년            | 2년        | 3년        |
| ----------- | --------------- | ---------- | ---------- |
| 서력 (西曆) | 1407년          | 1408년     | 1409년     |
| 간지 (干支) | 정해(丁亥)      | 무자(戊子) | 기축(己丑) |
| 연호 (年號) | 흥경(興慶) 원년 | 2년        | 3년        |